# Cô nàng ngổ ngáo
Cô nàng ngổ ngáo (tiếng Hàn: 엽기적인 그녀/ 獵奇的인 그女 (Liệp kỳ đích in geu nữ), tạm dịch: Cô gái kỳ dị đó) là một bộ phim hài lãng mạn Hàn Quốc sản xuất vào năm 2001, đạo diễn bởi Kwak Jae-yong. Trong bộ phim, nhân vật nam chính đã có cuộc gặp gỡ với một cô gái say rượu trên tàu điện và điều này đã làm thay đổi cuộc đời anh. Nội dung phim dựa trên một câu chuyện có thật được kể lại qua một chuỗi những lá thư tình viết bởi Kim Ho-sik, người khởi đầu đã gửi chúng trên Internet và sau đó chuyển thể chúng thành tiểu thuyết.
Bộ phim đã thu được thành công lớn tại Hàn Quốc. Phim đã được phát hành trên toàn bộ khu vực Đông Á, và trở thành một quả bom tấn tại nhiều quốc gia, bao gồm Nhật Bản, Trung Quốc, Đài Loan, Philippines, Hồng Kông, Singapore, Việt Nam và Indonesia.
Một phiên bản làm lại tại Mỹ của bộ phim, My Sassy Girl, có sự tham gia diễn xuất của Jesse Bradford và Elisha Cuthbert, đạo diễn bởi Yann Samuell đã được phát hành năm 2008. Một bản chuyển thể truyền hình với Kusanagi Tsuyoshi và nữ diễn viên Tanaka Rena trong vai hai nhân vật chính đã bắt đầu được trình chiếu vào tháng 4 năm 2008.

### Phiên bản Việt Nam
Cô nàng ngổ ngáo đã được chuyển thể kịch bản thành bộ phim Việt Nam cùng tên bởi đạo diễn Văn Công Viễn và đã chiếu rộng rãi trên các cụp rạp toàn quốc vào tháng 4 năm 2018. Phiên bản Việt với sự góp mặt của các diễn viên như: Hoài Lâm (Hoài Lâm Minh Khôi), Ngọc Thanh Tâm (cô nàng bí ẩn Diệu Hiền), Công Dương (anh chàng đào hoa tên Huy), Ngọc Thảo (cô bé mít ướt Phương) cùng cặp cha mẹ do Đàm Vĩnh Hưng và Trang Trần đóng.